# Opstandingskathedraal (Tver)
De Kathedraal van de Opstanding (Russisch: Воскресенский собор) is een Russisch-orthodoxe kathedraal in de Russische stad Tver.
De kerk werd in 1914 gebouwd op kosten van het plaatselijke Klooster van de Geboorte van Christus en tsaar Nicolaas II ter gelegenheid van de viering van het 300-jarig jubileum van de Romanov-dynastie. Het gebouw is opgetrokken in neo-Russische stijl in de vorm van een kubus met drie apsissen en een grote tamboer waarop een helmvormige koepel rust. De architectuur van Novgorod en Pskov zijn in gestileerde vormen toegepast.
In het kader van de antireligieuze campagne van Jozef Stalin werd de kerk in 1936 gesloten. Teruggave van de kerk aan de Russisch-Orthodoxe Kerk vond plaats in 1988. Bij de kathedraal werd op de plaats van een vernietigde kapel een kerk gebouwd ter ere van de koninklijke martelaren. In 2008 werd de kathedraal gerenoveerd.